# Califórnia (Barra do Piraí)
Califórnia da Barra é um distrito de Barra do Piraí, que fica próximo à divisa com Volta Redonda, as margens da Rodovia Lúcio Meira (BR-393).
O Distrito de Califórnia possui uma extensão territorial de 28,474 km² e é formado por onze bairros que compõem o chamado "Complexo Califórnia": Boa Vista da Barra, Santa Terezinha, Cerâmica União, Recanto Feliz, Morada do Vale, Califórnia, Bairro de Fátima, Estrela de Fátima, São Luís da Barra, São Francisco e Guadalupe - e possui uma população de aproximadamente 27.000 habitantes.
Os bairros do "Complexo Califórnia" fazem divisa com o município de Volta Redonda e estão a seis quilômetros do centro desta cidade. Em relação ao Centro de Barra do Piraí a distância é de 36,1 quilômetros.
Além da proximidade geográfica, a maioria da população vota, estuda, trabalha e recorre às unidades de saúde, ao comércio e à prestação de serviços de Volta Redonda. A rede elétrica, de telefonia e de água e esgoto que utilizam também são fornecidos por este município, o que leva seus moradores a apoiarem movimentações políticas que levem ao desmembramento de Barra do Piraí e à fusão com o município volta-redondense, provavelmente vindo a constituir um segundo distrito deste, ou ainda, parte do seu distrito-sede, caso venha a ser extinto. 
Tal situação encontra-se, também, em disputa judicial, após a Assembleia Legislativa estadual aprovar uma Lei que determinaria a transferência, tendo esta sido vetada pelo governador do estado, e tal veto derrubado na ALERJ .